# Északkeleti-Kárpátok
Az Északkeleti-Kárpátok a Kárpátok hegységrendszer része. A Tapoly völgyétől a Borsai-hágóig, gyakorlatilag Románia határáig fut, keskeny, egyszerű felépítésű, a flisövezet vonulatai és vulkánmaradványok uralják, a Kárpátok legalacsonyabb hegységszakasza. Legmagasabb csúcsa a Hoverla (2061 méter) a Máramarosi-havasokban. A külső vonulat ukrajnai-szlovákiai részét és a belső vonulatot gyakran Erdős-Kárpátoknak is nevezik. Az ukrajnai résznek Ukrajnában általában Ukrán-Kárpátok a neve.

## Földrajzi, geológiai leírása
Az Északkeleti-Kárpátokat a Kárpátokban általában megfigyelhető négy vonulatból csak kettő, a külső flis- és a belső vulkáni vonulat alkotja. A kettő közötti szirtöv gyengén fejlett, a vulkáni kitörések anyaga nagyrészt betakarja, alig megfigyelhető. A kristályos maghegységek is hiányoznak, csupán a Máramarosi-havasok délkeleti részében nyúlik be egy szakaszon a Keleti-Kárpátok kristályos vonulata.

### Flis-vonulat
Az újalpi fázisokban felgyűrődött, kifelé ellaposodó flis redők adják a hegység fő tömegét. A különböző keménységű kőzetek eltérő lepusztulásával rétegbordák alakultak ki. A flis övet három jól megfigyelhető vonulat, a külső, a vízválasztó és a belső alkotja.
A vízválasztó széles, 1400–1800 méter magas hegyhátai Erdős-Kárpátok néven ismertek. A hegyeket ma már inkább legelők, rétek borítják. Az itteni hágók (az 502 méter magas Duklai-hágó, a 839 méteres Vereckei-hágó, a 931 méter magas Tatár-hágó) nagy szerepet játszottak a történelemben. Az Északkeleti-Kárpátok legmagasabb szakasza a Máramarosi-havasok a Vereckei-hágó és a Borsai-hágó (1413 méter) között emelkedik. Ez a vízválasztó a Tisza, valamint Szeret, a Prut és a Dnyeszter vízrendszere között.
A Tisza az Északkeleti-Kárpátok flis vonulatában ered. A Fekete-Tisza 1680 méter magasan fakad a Kárpát-medence egyik legcsapadékosabb hegyvidékén, a Szvidovec-hegységben. A Fehér-Tisza forrásai a Máramarosi-havasok legmagasabb hegycsoportjában találhatók a Hoverla-csúcs közelében, 1600 méter körüli magasságban. A két forráság Rahónál egyesül. A vízválasztó és a belső flisvonulat között magasan fekvő, hűvös medencék fekszenek.
A flisvonulat külső lejtőin erdős hegyhátak találhatók (Bukovinai-havasok), közülük csak a Gorgánok 1818 méter magas gyephavas vonulata emelkedik ki.

### Vihorlát–Gutin-hegyvidék
Az Északkeleti-Kárpátok vulkáni vonulatát a Vihorlát–Gutin-hegyvidék alkotja. Ezt a miocén idején építették fel különféle vulkáni kőzetek (riolit, bazaltoid andezit). A fiatal vulkáni vonulat délkelet felé mintegy 11 millióról 8–9 millió évesre csökkenő korú hegyekből áll. Elsődleges vulkáni formakincse már nagyrészt lepusztult.
A vulkáni vonulat első szakaszéhoz tartozó, az Alföld peremén kialakult, egykor összefüggő vulkánsort a folyók különálló hegységekre szabdalták. A Laborc alakította ki a Homonnai-, az Ung az Ungvári-, a Latorca a Munkácsi-, végül a Tisza a Huszti-kaput.
E vonulat első hegysége a Vihorlát Szlovákiában keleti részén. A hegységet felépítő rétegvulkáni kitörések nyomaiból csak egyetlen kaldera maradt meg, ebben alakult 619 méter magasan a Szinnai-tó.
A vulkáni vonulat további tagjai a Kéklő-hegység (Szinyák, 1018 méter), a Borló-hegység, a Nagyszőlősi-hegység, az alacsony Salánki-hegy (372 méter) és a Nagyszőlős határában emelkedő Fekete-hegy (565 méter). Magányos kúp a  Nagyág Tiszába nyíló torkolatánál a huszti Vár-hegy.
A vulkáni vonulat második szakasza az Avas-hegységtől a Ciblesig húzódik összefüggő láncként. Ez a vízválasztó a Máramarosi- és az Erdélyi-medence között. Fő csúcsa a Viski-kő (917 méter). A Kőhát-hegységet az 587 méter magas Huta-hágó választja el az Avastól, nevét 1000–1200 méter magas, nagy kiterjedésű andezitláva-fennsíkjáról kapta. A Gutin-hegységet is vulkáni kitörések hozták létre a bádeni kortól a pannon korig terjedő időszakban. A hegységben két nagy kitörési központ maradványai ismerhetők fel a Gutin-hágó (987 méter) két oldalán. (Rozsály, 1307 méter és a négy Gutin-csúcs, a legmagasabb 1445 méter). A hegyvonulat tetejét a Kakastaréj nevű monumentális sziklaképződmény koronázza. A hidrotermális folyamatok során keletkezett színes- és nemesfémérceket évszázadok óta bányásszák Kapnikbánya, Felsőbánya, Herzsabánya tárnáiban.
A bonyolult szerkezetű Lápos-hegységben ér véget a Pienini-szirtöv. Az Iza és a Lápos vízválasztóját jelző tetőit (1358 méter) a szarmata és pannon vulkánosság idején megszilárdult lávakőzetek alkotják. Itt emelkedik ki a szubvulkáni képződményekből álló, 1840 méter magas Cibles.
Az Északkeleti-Kárpátok vulkáni és flisvonulata között fekszik a harmad- és negyedidőszaki üledékekkel fedett Máramarosi-medence.

## Részei

### Külső vonulat
- a) lengyelül: Pogórze Środkowobeskidzkie
- b) Alacsony-Beszkidek vagy Sárosi-határhegység (lengyelül: Beskid Niski, szlovákul: Nízke Beskydy)
  - Laborcai-hegység
  - Ondavai-hegység (Ondavská vrchovina)
- c) Erdős-Kárpátok (lengyelül: Beskidy Wschodnie) - Ukrajna területére eső része az Ukrán-Kárpátok (ukránul: Українські Карпати)
  - Külső-Beszkidek (Keleti-Beszkidek, ukránul: Східні Бескиди)
    - c1) Besszádok (Beszkádok, lengyelül: Bieszczady, ukránul: Бещади)
      - Bukovai-hegység (Bükk-hegység, Ungi-határhegység, szlovákul: Bukovské vrchy), a Besszádok szlovákiai része

    - c2) Szkolei-Beszkidek
    - c3) Felső-Dnyeszter-Beszkidek (ukránul: Верхньо-Дністровий Бескид)

  - c4) Gorgánok (ukránul: Ґорґани)
  - c5) Pokuttya-Bukovinai-Kárpátok (ukránul: Покутсько-Буковинські Карпати)
  - Polonyinák (szlovákul: Poloniny, lengyelül: Połonina, ukránul: Полонина)
    - c6) Róna-havas (ukránul: Полонина Рівна)
    - c7) Borzsa-havas (ukránul: Полонина Боржава)
    - c8) Kuk-havas

  - Máramarosi-havasok (ukránul: Мараморошський масив, románul: Muntii Maramureşului)
    - c9) Kraszna-havas (ukránul: Полонина Красна)
    - c10) Fagyalos vagy Szvidovec (ukránul: Свидівець)
    - c11) Csornahora vagy Feketebérc (ukránul: Чорногора)
    - c12) Grinyávok

### Belső vonulat
- Vihorlát–Gutin-hegyvidék[2] (szlovákul: Vihorlatsko-gutinska oblast, ukránul: Вигорлат-Гутинський вулканічний хребет, románul: Munţii vulcanici Vihorlat-Gutâi) 
  - Vihorlát (szlovákul: Vihorlatské vrchy)
  - Kéklő-hegység vagy Szinyák (ukránul: Синяк)
  - Borló (ukránul: Великий Діл)
  - Nagyszőlősi-hegység (ukránul: Великий Шолес / Тупий)
  - Avas-hegység (románul: Munţii Oaşului)
  - Gutin-hegység[3] (románul: Munţii Gutâi)
    - Kőhát[3] (románul: Igniş / Creasta Pietrii)

  - Lápos–Széples-hegyvidék
    - Lápos-hegység (románul: Munţii Lăpuşului)
    - Cibles (románul: Munţii Ţibleş)

Egyéb:
- Rahói-hegység (ukránul: Рахівський масив)
- Máramarosi-medence (románul: Depresiunea Maramureşului)

### Részei táblázatban és térképen
Az Északkeleti-Kárpátokhoz a térképen a mai lengyel, szlovák és ukrán területeken található hegységek tartoznak.

Az Északkeleti és a Keleti-Kárpátok geomorfológiai alapú felosztása

| Lengyel Középső-Beszkidalja | Lengyel Középső-Beszkidalja              |
| --------------------------- | ---------------------------------------- |
| a1                          | Rożnówi-dombság                          |
| a2                          | Ciężkowicei-dombság                      |
| a3                          | Strzyżówi-dombság                        |
| a4                          | Dynówi-dombság                           |
| a5                          | Przemyśli-dombság                        |
| a6                          | Gorlicei-medence                         |
| a7                          | Jasło–Sanoki-medence                     |
| a8                          | Jasłói-dombság                           |
| a9                          | Bukowskói-dombság                        |
| Alacsony-Beszkidek          |                                          |
| b1                          | Bártfai-Magura                           |
| b2                          | Lengyel Alacsony-Beszkidek               |
| b3                          | Szekcsői-dombság és Makovicai-dombság    |
| b4                          | Domásai-dombság és Zempléni-határhegység |
| b5                          | Beszkid-hegyalja                         |

| Erdős-Kárpátok | Erdős-Kárpátok              |
| -------------- | --------------------------- |
| c1             | Besszádok (Beszkádok)       |
| c2             | Szkolei-Beszkidek           |
| c3             | Felső-Dnyeszter-Beszkidek   |
| c4             | Gorgánok                    |
| c5             | Pokuttya-Bukovinai Kárpátok |
| c6             | Róna-havas                  |
| c7             | Borzsa-havas                |
| c8             | Kuk-havas                   |
| c9             | Kraszna-havas               |
| c10            | Fagyalos                    |
| c11            | Csornahora                  |
| c12            | Grinyávok                   |